# Osmia dilaticornis
Osmia dilaticornis là một loài Hymenoptera trong họ Megachilidae. Loài này được Morawitz mô tả khoa học năm 1875.